# Полтев, Константин Владимирович
Константин Владимирович Полтев (3 июня 1922 — 10 сентября 1985) — мурманский журналист, писатель, член Союза журналистов СССР (1958).

## Биография
Родился 3 июня 1922 в городе Кромы Орловской области. Окончил школу в Мурманске, поступил в Мурманский учительский институт.
С 1939 года работал литературным сотрудником в редакции мурманской молодёжной газеты «Комсомолец Заполярья».

### В годы войны
Участник Великой Отечественной войны. В РККА с 1941 года, окончил Ленинградское пехотное училище.
С августа 1942 года на Сталинградском фронте — лейтенантом командовал пулемётной ротой в 451 стрелковом полку 64 стрелковой дивизии.

…командиром пулемётной роты дважды отразил огнём контратаки немцев, пытавшихся наступать на Север от Сталинграда…— из наградного листа на Орден Красной Звезды
Под Сталинградом был ранен, после госпиталя с ноября 1942 года — на Донском фронте — помощник начальника оперативного отделения штаба 98 (86-й гвардейской) стрелковой дивизии.
5 марта 1943 года при прорыве обороны немцев на реке Миус, участвуя в захвате опорного пункта противника на высоте 256,6, был тяжело ранен, направлен в госпиталь.
С февраля 1945 года — секретарь редакции фронтовой газеты «Родина зовёт» 29 запасной стрелковой дивизии.
Награждён орденом Красной Звезды (1945), медалями, отмечен Орденом Отечественной войны I степени (1985).

### После войны
После войны вернулся в Мурманск, работал в редакции газеты «Полярная правда» — пройдя путь от литературного сотрудника до ответственного секретаря газеты.
В 1958 году окончил Высшую партийную школу в Ленинграде.
С марта 1965 года — зам. председателя Комитета по телевидению и радиовещанию Мурманской области.
В 1971—1985 годах — зав. сектором печати Мурманского обкома КПСС.
Умер в 1985 году в Мурманске, похоронен на почетном секторе Нового мурманского кладбища.

## Творчество
Автор сборников рассказов и очерков, изданных в 60-70-е годы в Мурманске: «Люди бывают разные» (1961), «Крушение капитана Сизова» (1961), «Свежий ветер» (1963) и других.
В соавторстве с В. П. Анциферовым является автором вышедшей в 1966 году документальной повести «Последняя явка» — биографии большевика Ивана Александрова.
Инициатор увековечения памяти поэта-фронтовика Александра Подстаницкого, составитель посмертного сборника его стихов «Недопетая песня».